# 麥亥爾
在伊斯蘭教婚姻法學中，麥亥爾（阿拉伯语：‎）是結婚的時候由新郎必須贈送給新娘的財物，此後新娘擁有這批財物的合法所有權。雖然麥亥爾通常都是錢幣，但新娘亦可接納珠寶、家具、住宅、土地等資產。麥亥爾是伊斯蘭婚約的重要部分。
即使婚約上沒有列明麥亥爾的具體金額，丈夫亦必須向妻子支付合理金額的麥亥爾。古蘭經及聖訓多次提到麥亥爾的相關要求。
麥亥爾通常是以分期付款的方式支付，在婚約簽訂之時交付的部分被稱為穆阿賈勒（阿拉伯语：‎），延後支付的部分被稱為穆瓦賈勒（阿拉伯语：‎）。麥亥爾的性質、定義及執行條件隨著不同地區和教法学派的伊斯蘭教法學而不尽相同。

## 詞源
麥亥爾一詞與希伯來語的「莫哈爾」相關，但更近似古叙利亞語的「馬赫拉」，原意解作「定金」，是指自願奉獻的禮物，而不是受合約約束。不過，伊斯蘭教法表明，這是在婚約簽訂的時候新郎必須送給新娘的禮物。
在伊斯蘭教出現之前，阿拉伯人把婚娶贈與稱為「馬赫拉」或「馬哈爾」，聘禮是合法婚姻的必需條件，新郎或新郎的代表需要向新娘送聘禮才可以建立正當的婚姻關係，聘禮成為新娘的財產。這種習俗在伊斯蘭教之下得以延續下去。

## 機制
麥亥爾是任何穆斯林婚約的一個部份，可以分為兩個部分。第一個部份稱為穆阿賈勒或即時麥亥爾，是妻子在婚禮上或婚禮後收到的一部分。第二個部分稱為穆瓦賈勒或延付麥亥爾，是在雙方成婚後同意在指定日期交收的部分。通常前後兩個部分的金額不一，延後支付的那個部分較大。理論上，延後支付的部分是在離婚及丈夫去世的時候作為支撐妻子生活的資金，但這是傳統習俗，而不是伊斯蘭教的規條。穆瓦賈勒的重要性理應與穆阿賈勒看齊，丈夫有履行的義務，如果丈夫未能在雙方預定的時間交付，所欠金額就成為丈夫的債務。
麥亥爾是妻子的基本宗教權利，丈夫不能減少應付的數額。在丈夫逝世之後，所欠的麥亥爾要先從遺產當中清償，然後才按照遺產法分配遺產。
根據一條聖訓，先知穆罕默德曾經說過麥亥爾應該是「一塊黃金」，但新郎及新娘的家人可以商討實際的金額，雙方通常會就此而擬定麥亥爾協定，填寫在採用標準條款的同意書上。包含麥亥爾在內的婚約上有雙方的名字、麥亥爾的數額、聖職者的簽署、兩位男性見證人的簽署以及伊斯蘭教法會監管婚約的聲明。
在伊斯蘭教，離婚有多種方式。妻子提請離婚有兩種方法：「塔弗里格」及「庫爾」。塔弗里格是指出於特定的原因提出離婚，如果卡迪（宗教法官）接受妻子提出的原因，卡迪可頒令離婚結束雙方的婚姻關係，丈夫需要按照婚約償還擬定的延後麥亥爾。庫爾是更常見的妻子提請離婚方法，是指沒有原因的情況之下雙方達成共識而離婚。這種方式的離婚需要丈夫的同意，而且妻子必須就此而向丈夫作出賠償，賠償通常包括放棄對延後麥亥爾的申索。丈夫則可以通過塔拉克提出單方面離婚，不需要提出原因，也不需要卡迪的頒令，但丈夫需向妻子要支付延後交付的麥亥爾。

## 差異
遺孀贈產是指丈夫逝世後由丈夫或丈夫的家人給予遺孀的財產，最近似伊斯蘭教的麥亥爾。不過，麥亥爾是所有伊斯蘭教婚姻的法定要求，而遺孀贈產則不是強制需要履行的義務。另外，麥亥爾必須要在結婚的時候具體介定，而遺孀贈產只會在丈夫逝世後才會把財物交給遺孀。
麥亥爾與其他文化裡的嫁妝及聘禮不同。傳統上，嫁妝是指新娘的家長及家人給予新娘帶到新郎家裡的財物；聘禮是指在結婚時由新郎或新郎的家人給予新娘家人的財物，而不是給予新娘。
在執法上，麥亥爾與《民法大全》所指的婚娶贈與類近，但婚娶贈與是自願性質，在結婚的時候交給新娘以換取嫁妝，而麥亥爾則是所有穆斯林婚姻的強制要求。
已婚婦女在歐洲、美國及亞洲的普通法裡被視為從夫之婦，是夫妻財產制的法律依據。不過，伊斯蘭教法並沒有這個概念。在伊斯蘭教，婚姻是一位男子與他的妻子的契約，他們的法律身份不會因為婚姻而結合，他們在婚前的資產、婚後的收入不論是在婚姻之內還是離婚之後都是屬於他們本人。
西方的法庭會把麥亥爾的條款視為類似婚前協議，但如果遇到結婚的時候沒有作出適當的披露、新郎及新娘並非自願結婚、新娘或雙方未達法定年齡之下的童婚等案例，法庭會考量婚約的合法性。

### 引用
1. ↑  Mir-Hosseini（2000年），第72页
2. ↑  Black，Esmaeili & Hosen（2013年），第117-118页
3. ↑  Tucker（1998年），第52页
4. ↑  Jones-Pauly & Tuqan（2011年），第80页
5. 1 2  Blenkhorn（2002年），第189-234页
6. 1 2  Houtsma（1993年），第138-144页
7. ↑  Joseph & Naǧmābādī（2003年），第261页
8. ↑  Chavan & Kidwai（2006年），第238页
9. ↑  DeLong-Bas（2007年），第159页
10. ↑  Giunchi（2013年），第41页
11. ↑  Ortolan（2010年），第478-480页
12. ↑  Sonbol（2003年），第95页
13. ↑  Oman（2010年），第579-606页
14. ↑  Freeland（2000年），第31-39页